# 八戸バイパス

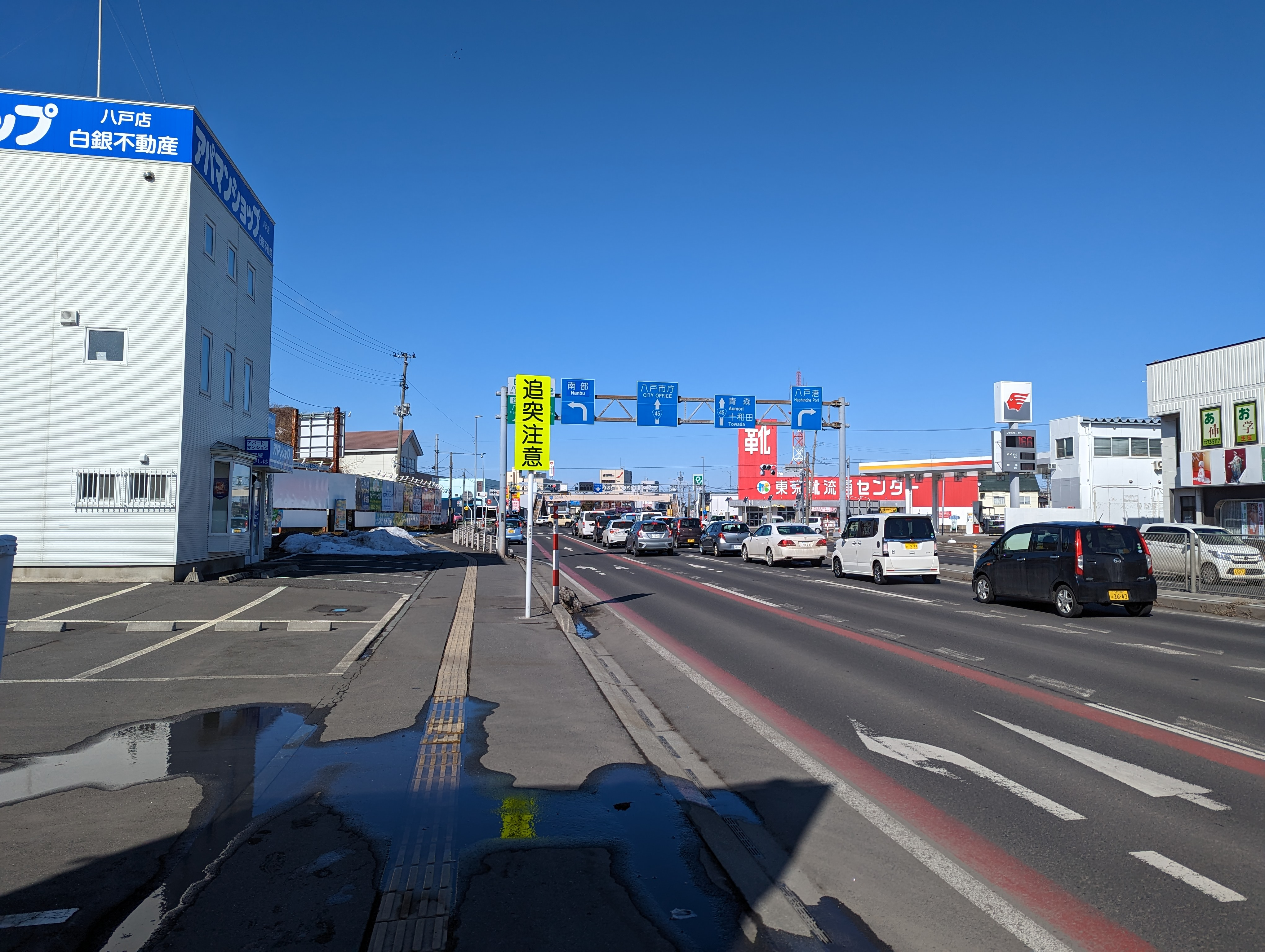
国道45号 八戸バイパス
類家1丁目交差点

八戸バイパス（はちのへバイパス）は、青森県八戸市内の国道45号のバイパス（全長13.5 km）である。1999年度より事業として編入された八戸北バイパス（はちのへきたバイパス）についてもここで記す。

## 概要
八戸市内の交通混雑の解消、沿道環境の改善などを目的として建設された。
元々は約10 kmのバイパスであったが、4車線化事業としては1999年（平成11年）度から八戸北バイパス（約3.8 km）を含めて「八戸バイパス」とされた。

### 路線データ
以下のデータは道路事業としての八戸バイパスのものである。
- 起点 - 青森県八戸市妙西ノ平（八戸南IC）[1]
- 終点 - 青森県八戸市市川町田ノ沢頭（八戸北IC）[1]
- 延長 - 13.52 km[3]
- 規格 - 第3種1級[1]、第4種第1級[4]
- 道路幅員 - 25.0 m[1]（一部30.0 m）[4]
- 車線数 - 4車線（一部6車線）[1]
- 設計速度 - 80 km/h[1]

## 沿革
- 1965年（昭和40年）度 - 事業化・用地買収に着手[1]。
- 1969年（昭和44年）度 - 着工[1]。
- 1972年（昭和47年）度 - 八戸バイパス全線を暫定2車線で供用開始[1]。
- 1984年（昭和59年）度 - 八戸北バイパスを含めた全区間が暫定2車線で供用開始[2]。
- 1999年（平成11年）度 - 八戸北バイパスの一部区間（約3.3 km）の事業を統合[2]。
- 2006年（平成18年）
  - 8月29日 - 一般国道45号改築工事（八戸バイパス・青森県八戸市大字妙字大開地内 - 同市大字新井田字小久保尻地内まで延長2,520 m）として、土地収用法の事業認定申請[5]。
  - 12月8日 - 同区間の土地収用法の事業認定[5]。
- 2008年（平成20年）
  - 2月27日 - 八戸市大字大久保字町畑西ノ平 - 同市大字大久保字小久保尻間 (900 m) 4車線化[6]。
  - 3月27日 - 八戸市大字妙字大開 - 同市大字大久保字町畑西ノ平間 (950 m) 4車線化[7]。
- 2009年（平成21年）3月27日 - 八戸市大字妙字大開全線（300 m）4線化し、全線4車線化完成[8]。

## 地理

### 交差する道路
- E45 八戸久慈自動車道（国道45号八戸南環状道路・八戸南道路） - 八戸南ICにて接続
- 青森県道251号妙売市線
- 青森県道29号八戸環状線
- 青森県道139号差波新井田線
- 八戸市道白銀沼館環状線
- 国道340号・青森県道1号八戸階上線
- 青森県道19号八戸百石線
- 国道104号
- 青森県道8号八戸野辺地線
  - 県道であるため、八戸市市川町からおいらせ町の境目にかけての名称はないものの、多賀台バイパスと言われることが多い。
- E4A 八戸自動車道、E4A 百石道路 - 八戸北ICにて接続